# Canthon brunneus
Canthon brunneus là một loài bọ cánh cứng trong họ Bọ hung (Scarabaeidae).